# Suvannamaccha
Suvannamaccha (Tailandés: สุพรรณมัจฉา; Suphannamatcha o Suphan Matcha; en camboyano: សុវណ្ណមច្ឆា; Sovann Maccha; en sánscrito: सुवर्णमत्स्य: , suvarṇamatsya; literalmente "pez dorado") es una hija de Tosakanth que aparece en las versiones tailandesas y del sudeste asiático del Ramayana. Ella es una princesa sirena que intenta estropear los planes de Hanuman de construir un puente a Lanka, pero en cambio se enamora de él.
La figura de Suvannamaccha es popular en el folclore tailandés y está representada en pequeñas serpentinas de tela o cuadros enmarcados que se cuelgan como amuletos que traen suerte en las tiendas y casas de Tailandia.

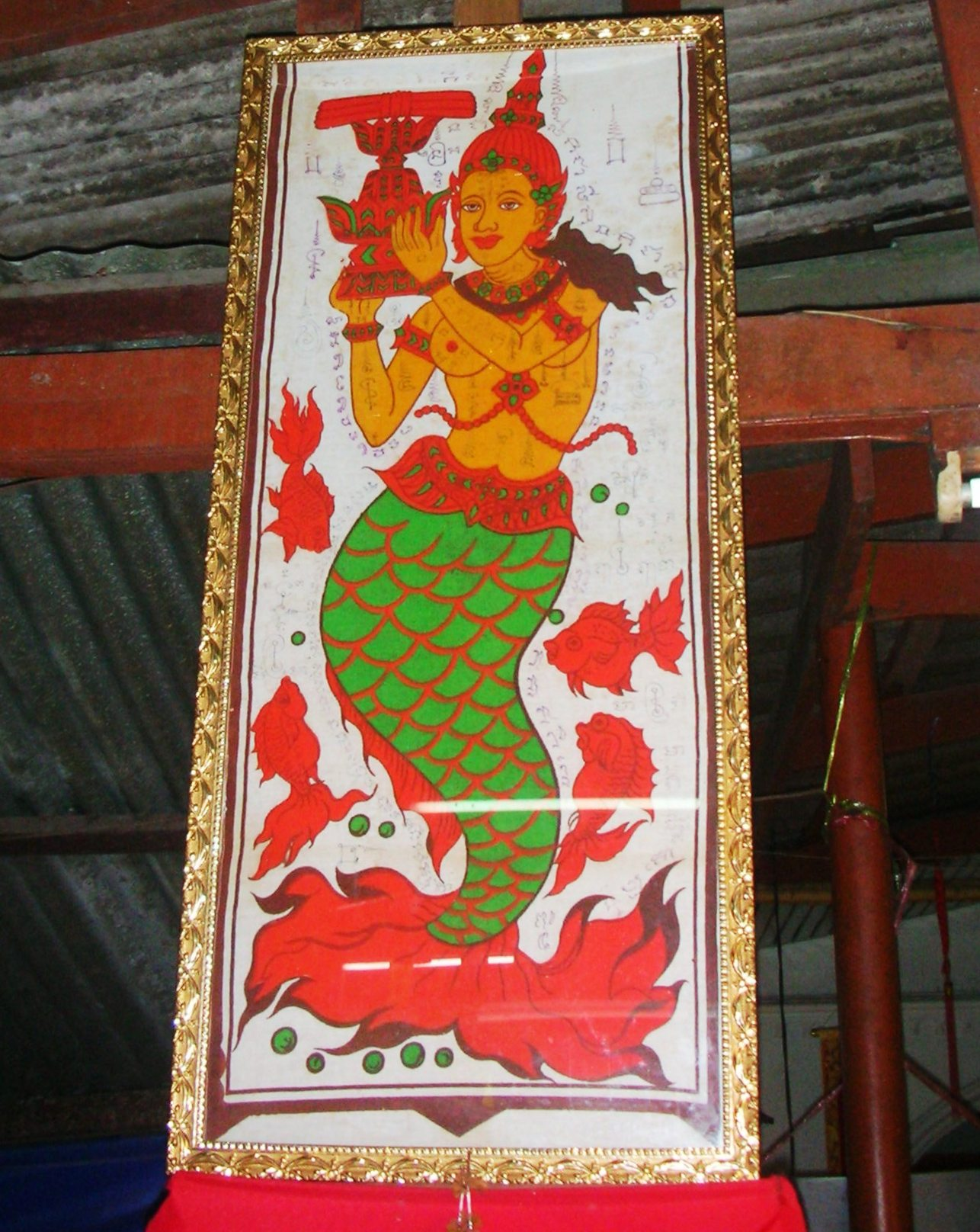
Amuleto de suerte de Suvannamaccha en una tienda junto al río en Nonthaburi, Tailandia.

## Historia
Hanuman, construyendo una calzada, descubrió que las sirenas lo obstaculizaban bajo el agua. Cuando Sita es secuestrada, su esposo Rama solicita la ayuda de Hanuman para rescatarla.
Hanuman se entera de que Sita está cautiva en la isla de Lanka. Él le informa a Rama, su esposo, quien le ordena que construya una calzada hacia Sri Lanka desde la India para que el ejército de Rama pueda atacar. Hanuman reúne a su banda de Vánaras y comienzan a arrojar enormes rocas al mar para hacer los cimientos de la calzada.
Después de unos días, notan que algo anda mal y llaman a Hanuman para informar. Le dicen que todos los días tiran piedras al mar y al día siguiente éstas se han ido.
Hanuman pide voluntarios para que se unan a él mientras les indica a los demás que continúen arrojando piedras al mar. Cuando varios voluntarios han dado un paso al frente, Hanuman los conduce hacia las olas. Encuentran una gran cantidad de sirenas bajo el agua. Mientras miran, se arroja una nueva roca. Las sirenas que viven bajo el agua toman las rocas y se las llevan. Hanuman busca a su líder. Ve a la encantadora sirena supervisando a los demás. Él nada hacia ella, pero ella lo evade hábilmente. Una y otra vez él comienza un ataque pero no llega a nada.
Hanuman descubre que se está enamorando de la criatura. Cambia de táctica y comienza a cortejarla en silencio. Ella le responde y pronto están juntos en el fondo del mar.
Más tarde, Hanuman le pregunta a la sirena por qué está robando las rocas. Ella le dice que ella es Suvannamaccha, una hija de Ravana (el demonio que había secuestrado a Sita). Cuando Ravana vio a los Vanaras de Hanuman construyendo una calzada, le indicó a Suvannamaccha que la detuviera. Hanuman le dice a la sirena por qué está construyendo la calzada. Él le cuenta sobre el secuestro de Sita, la batalla entre Rama y su padre Ravana y por qué comenzaron a construir un puente para llegar a Lanka.
Suvannamaccha se volvió hacia Hanuman y sus ojos se llenaron de amor. Nada más, dijo, evitaría que Hanuman completara su misión. Sus sirenas bajo el agua, de hecho, devolverían todas las rocas robadas a la calzada.
Se separaron como amantes, pero no sería el final para ellos. Hanuman había dejado una semilla con Suvannamaccha y pronto ella daría a luz a su hijo, Macchanu.